# Grand Prix automobile d'Espagne 1970
Résultats du Grand Prix d'Espagne 1970, couru sur le circuit de Jarama le 19 avril 1970.

## Classement
| Pos  | N° | Pilote               | Écurie             | Tours | Temps/Abandon      | Grille | Points |
| ---- | -- | -------------------- | ------------------ | ----- | ------------------ | ------ | ------ |
| 1    | 1  | Jackie Stewart       | March-Ford         | 90    | 1 h 10 min 58 s 2  | 3      | 9      |
| 2    | 11 | Bruce McLaren        | McLaren-Ford       | 89    | + 1 tour           | 11     | 6      |
| 3    | 18 | Mario Andretti       | March-Ford         | 89    | + 1 tour           | 16     | 4      |
| 4    | 6  | Graham Hill          | Lotus-Ford         | 89    | + 1 tour           | 15     | 3      |
| 5    | 16 | Johnny Servoz-Gavin  | March-Ford         | 88    | + 2 tours          | 14     | 2      |
| Abd. | 8  | John Surtees         | McLaren-Ford       | 76    | Boîte de vitesses  | 12     |        |
| Abd. | 7  | Jack Brabham         | Brabham-Ford       | 61    | Moteur             | 1      |        |
| Abd. | 24 | Rolf Stommelen       | Brabham-Ford       | 43    | Moteur             | 17     |        |
| Abd. | 22 | Henri Pescarolo      | Matra              | 33    | Moteur             | 9      |        |
| Abd. | 4  | Jean-Pierre Beltoise | Matra              | 31    | Moteur             | 4      |        |
| Abd. | 5  | Denny Hulme          | McLaren-Ford       | 10    | Allumage           | 2      |        |
| Abd. | 9  | Chris Amon           | March-Ford         | 10    | Moteur             | 6      |        |
| Abd. | 3  | Jochen Rindt         | Lotus-Ford         | 9     | Allumage           | 8      |        |
| Ret. | 10 | Pedro Rodríguez      | BRM                | 4     | Retrait volontaire | 5      |        |
| Abd. | 2  | Jacky Ickx           | Ferrari            | 0     | Accident           | 7      |        |
| Abd. | 15 | Jackie Oliver        | BRM                | 0     | Accident           | 10     |        |
| Np.  | 12 | Piers Courage        | De Tomaso-Ford     | 0     | Non partant        | 13     |        |
| Nq.  | 20 | Andrea de Adamich    | McLaren-Alfa Romeo |       | Non qualifié       |        |        |
| Nq.  | 19 | John Miles           | Lotus-Ford         |       | Non qualifié       |        |        |
| Nq.  | 14 | Jo Siffert           | March-Ford         |       | Non qualifié       |        |        |
| Nq.  | 21 | George Eaton         | BRM                |       | Non qualifié       |        |        |
| Nq.  | 23 | Alex Soler-Roig      | Lotus-Ford         |       | Non qualifié       |        |        |

- Légende : Abd.=Abandon

## Pole position et record du tour
- Pole position : Jack Brabham en 1 min 24 s 2 (vitesse moyenne : 146,060 km/h).
- Tour le plus rapide : Jack Brabham en 1 min 24 s 3 au 19e tour (vitesse moyenne : 145,367 km/h).

## Tours en tête
- Jackie Stewart : 90 (1-90)

## À noter
- 12e victoire pour Jackie Stewart.
- 1re victoire pour March en tant que constructeur (pour son second départ en F1).
- 17e victoire pour Ford Cosworth en tant que motoriste.